# Gouge Away
Gouge Away é uma banda de hardcore punk estadunidense, formada em 2012 na cidade de Fort Lauderdale, no estado da Flórida.
A banda é composta pela vocalista Christina Michelle, pelo baixista Tyler Forsythe, Thomas Cantwell como baterista e Mick Ford e Dylan Downey como guitarristas.
A banda detém dois álbuns de estúdio, , Dies lançado em 2016 e Burnt Sugar lançado em 2018.

## Membros

### Atuais
- Thomas Cantwell - bateria
- Christina Michelle - vocais
- Mick Ford - guitarra
- Dylan Downey - guitarra
- Tyler Forsythe - baixo

## Discografia

### Álbuns de estúdio
- 2016 - , Dies[9]
- 2018 - Burnt Sugar[10]